# Ariel Páez
Ariel Esteban Páez Bergel (Los Andes, Región de Valparaíso, Chile, 20 de enero de 1994) es un exfutbolista chileno que jugaba como delantero.

## Trayectoria
Comienza su profesionalismo cuando en 2012 es ascendido al equipo estelar de Colo-Colo. Logra debutar con la camiseta alba el día 5 de mayo de 2012 en la victoria del club popular por 1-0 hacia Unión San Felipe entrando desde la banca.

## Clubes
| Club               | País  | Año       |
| ------------------ | ----- | --------- |
| Colo-Colo          | Chile | 2012-2014 |
| Deportes La Serena | Chile | 2014-2015 |